# 카보닐기

카보닐기(영어: carbonyl group)는 유기화학에서 산소 원자와 이중 결합을 형성하고 있는 탄소 원자(C=O)로 구성된 작용기이다. 카보닐기는 많은 더 큰 작용기의 일부로 여러 종류의 유기 화합물에서 발견할 수 있다. 카보닐기를 포함하고 있는 화합물은 보통 카보닐 화합물이라고 언급된다.
카보닐이라는 용어는 무기 또는 유기 금속 착물(금속 카보닐, 예를 들어 니켈 카보닐)의 리간드로 일산화 탄소를 지칭할 수도 있다.
이 문서의 나머지 부분은 탄소와 산소가 이중 결합을 공유하는 카보닐의 유기화학 정의에 관한 것이다.

## 카보닐 화합물
유기화학에서 카보닐기는 다음과 같은 유형의 화합물을 나타낸다.
| 화합물          | 구조            | 일반식    |
| --------------- | --------------- | --------- |
| 알데하이드      | Aldehyde        | RCHO      |
| 케톤            | Ketone          | RCOR'     |
| 카복실산        | Carboxylic acid | RCOOH     |
| 카복실산 에스터 | Ester           | RCOOR'    |
| 아마이드        | Amide           | RCONR'R'' |
| 화합물        | 구조           | 일반식             |
| ------------- | -------------- | ------------------ |
| 에논          | Enone          | RC(O)C(R')CR''R''' |
| 아실 할라이드 | Acyl chloride  | RCOX               |
| 산 무수물     | Acid anhydride | (RCO)2O            |
| 이미드        | Imide          | RC(O)N(R')C(O)R''  |

이산화 탄소의 구조

다른 유기 카보닐 화합물의 예에는 요소, 카르밤산염, 염화 아실 클로로폼산염 및 포스젠의 유도체, 탄산 에스터, 싸이오에스터, 락톤, 락탐, 하이드록삼산염, 아이소사이안산염가 있다. 무기 카보닐 화합물의 예에는 이산화 탄소 및 황화 카보닐이 있다.
카보닐 화합물의 특별한 부류는 특별한 성질을 나타낼 수 있는 다이카보닐 화합물이다.

## 구조 및 반응성
유기 화합물의 경우 C–O 결합의 길이는 120 pm에서 크게 벗어나지 않는다. 무기 카보닐 화합물은 C–O 거리가 더 짧다(CO는 113 pm, CO2는 116 pm, COCl2는 116 pm).
카보닐 탄소는 일반적으로 친전자성이다. 친전자성의 순서는 알데하이드(RCHO) > 케톤(R2CO) > 에스터(RCO2R') > 아마이드(RCONH2)이다. 다양한 친핵체가 공격하여 탄소-산소 이중 결합을 끊는다.

카보닐 화합물

C=O 결합의 극성은 또한 인접한 C-H 결합의 산도를 증가시킨다. 탄소의 양전하와 산소의 음전하로 인해 카보닐기는 첨가 및 친핵성 공격을 받는다. 다양한 친핵체가 공격하여 탄소-산소 이중 결합을 끊고 부가-제거 반응을 일으킨다. 친핵성 반응은 보통 친핵체의 염기도에 비례하며 친핵성이 증가함에 따라 카보닐 화합물 내의 안정성이 감소한다. pKa값은 알데하이드가 16.7, 아세톤이 19이다.

## 분광법
- 적외선 분광법: C=O 이중 결합은 약 1600~1900 cm−1(5263~6250 nm) 사이의 파장에서 적외선을 흡수한다. 흡수되는 정확한 위치는 분자의 기하학과 관련하여 잘 이해되어 있다. 이 흡수는 적외선 흡수 스펙트럼에 표시될 때 "카보닐 스트레치(carbonyl stretch)"로 알려져 있다.[5] 또한 물에서 프로파논의 자외선-가시광선 스펙트럼은 257 nm에서 카보닐의 흡수를 나타낸다.[6]
- 핵자기 공명: C=O 이중 결합은 주변 원자에 따라 다른 공명, 일반적으로 다운 필드 시프트를 나타낸다. 카보닐 탄소의 13C NMR은 160~220 ppm 범위이다.

## 같이 보기
- 탄소-산소 결합
- 유기화학
- 작용기
- 금속 카보닐
- 친전자성 첨가 반응

## 더 읽을거리
- L.G. Wade, Jr. Organic Chemistry, 5th ed. Prentice Hall, 2002. ISBN 0-13-033832-X
- The Frostburg State University Chemistry Department. Organic Chemistry Help (2000).
- Advanced Chemistry Development, Inc. IUPAC Nomenclature of Organic Chemistry (1997).
- William Reusch. tara VirtualText of Organic Chemistry (2004).
- Purdue Chemistry Department  (retrieved Sep 2006).  Includes water solubility data.
- William Reusch. (2004) Aldehydes and Ketones Retrieved 23 May 2005.
- ILPI. (2005) The MSDS Hyperglossary- Anhydride.